# 잔루이지 돈나룸마
잔루이지 돈나룸마(이탈리아어: Gianluigi Donnarumma, 이탈리아어 발음: [dʒanluˈiːdʒi ˌdɔnnaˈrumma], 1999년 2월 25일~)는 이탈리아의 축구 선수로 포지션은 골키퍼이다. 현재 프랑스 리그 1의 파리 생제르맹 소속이며 이탈리아 국가 대표팀의 주장이다.

## 구단 경력
AC 밀란 유소년팀 출신으로 2015년 AC 밀란 성인팀 입단을 통해 프로에 입문한 뒤 2021년까지 6년동안 프로 통산 251경기에 출장하며 2015-16년 코파 이탈리아 준우승, 2016년 이탈리아 슈퍼컵 우승, 2017-18년 코파 이탈리아 준우승, 2018년 이탈리아 슈퍼컵 준우승, 2020-21 세리에 A 준우승 등에 기여했고 2020-21 시즌 종료 후 FA로 풀렸다.
그 후 2021년 7월 14일 약 166억원의 연봉으로 프랑스 리그 1의 명문팀이자 강호인 파리 생제르맹과 입단 계약을 체결했다.

## 국가대표팀 경력
이탈리아 U-17 대표팀 소속으로 2015년 UEFA U-17 축구 선수권 대회에 출전했으나 팀은 프랑스에 0-3으로 완패하며 대회를 8강전에서 마감했고 이후 U-21 대표팀 소속으로 2017년 UEFA U-21 축구 선수권 대회에 출전하여 4강에 올랐지만 4강에서 스페인에 1-3으로 패하며 결승 진출이 좌절되었다.
그리고 2016년 9월 이탈리아 A대표팀에 발탁되며 1911년 로돌포 가비네 이후 105년만에 이탈리아 A대표팀 역사상 최연소 차출 기록을 경신했고 이후 열린 프랑스와의 친선 경기에서 잔루이지 부폰과의 교체 투입을 통해 국제 A매치 데뷔전을 치르며 이탈리아 성인대표팀 역사상 최연소 골키퍼에 이름을 올렸으나 팀은 이 경기에서 1-3으로 패했다.
그 뒤 2020-21년 UEFA 네이션스리그 A 1조 조별리그 6경기에서 단 2점만 내주는 눈부신 활약으로 팀을 4강에 올려놓았고 이어 열린 UEFA 유로 2020에서도 7경기 4실점만 내주는 놀라운 활약으로 이탈리아에 53년만의 유로 대회 통산 2번째 우승이자 2006년 FIFA 월드컵 이후 15년만의 메이저 대회 통산 6번째 우승 트로피를 선물했으며 이에 힘입어 대회 최우수선수에 선정되는 영예를 안았다.
그러나 2022년 FIFA 월드컵에서는 지역예선을 통과하지 못한 비운의 선수이다.

## 개인사
친형인 안토니오 돈나룸마도 2009년부터 2016년까지 AC 밀란과 제노아 CFC에서 뛰었고 2017년부터 2021년까지 친동생인 잔루이지와 함께 AC 밀란에서 뛰기도 했다.

## 출전 통계
| 클럽          | 시즌    | 출전 | 득점 |
| ------------- | ------- | ---- | ---- |
| 밀란          | 2015-16 | 31   | 0    |
| 밀란          | 2016-17 | 41   | 0    |
| 밀란          | 2017-18 | 53   | 0    |
| 밀란          | 2018-19 | 39   | 0    |
| 밀란          | 2019-20 | 39   | 0    |
| 밀란          | 2020-21 | 48   | 0    |
| 밀란          | 합계    | 251  | 0    |
| 파리 생제르맹 | 2021-22 | 24   | 0    |
| 파리 생제르맹 | 2022-23 | 48   | 0    |
| 파리 생제르맹 | 2023-24 | 42   | 0    |
| 파리 생제르맹 | 2024-25 | 30   | 0    |
| 파리 생제르맹 | 합계    | 144  | 0    |

## 수상 내역

#### 밀란
- 수페르코파 이탈리아나 : 2016

#### 파리 생제르맹
- 리그 1 : 2021–22, 2022–23, 2023–24, 2024-25
- 쿠프 드 프랑스 : 2023–24
- 트로페 데 샹피옹 : 2022, 2023, 2024

#### 이탈리아
- UEFA 유로 : 2021

### 개인
- UEFA 유로 MVP : 2020
- UEFA 유로 토너먼트의 팀 : 2020
- 세리에 A 최우수 골키퍼[2] : 2020-21
- 세리에 A 올해의 팀 : 2019-20, 2020-21
- 세리에 A 올해의 골키퍼 : 2020, 2021
- 리그 1 올해의 팀 : 2021–22, 2023–24
- 리그 1 최우수 골키퍼 : 2021–22, 2023–24
- 야신 트로피 : 2021
- FIFPRO 월드 11 : 2021
- 가제타 올해의 발전 : 2016
- 글로브사커 어워드 올해의 골키퍼 : 2021
- 이탈리아 공화국 공로장 5등급 : 2021